# Distretto di Nuevo Chimbote
Il distretto di Nuevo Chimbote è un distretto del Perù nella provincia di Santa (regione di Ancash) con 113.166 abitanti al censimento 2007 dei quali 112.254 urbani e 912 rurali.
È stato istituito il 27 maggio 1994.